# Список матчів ФК «Ворскла» (Полтава) у єврокубкових турнірах
Нижче наведений список усіх матчів футбольного клубу «Ворскла» (Полтава) у турнірах під егідою УЄФА, місця проведення цих матчів, а також автори голів у складі ворсклян.

## Матчі
| #                            | Дата       | Турнір                     | Місце              | Стадіон                          | Суперник        | Рахунок | В складі Ворскли голи забили |
| ---------------------------- | ---------- | -------------------------- | ------------------ | -------------------------------- | --------------- | ------- | ---------------------------- |
| Тренер — Віктор Пожечевський |            |                            |                    |                                  |                 |         |                              |
| 01                           | 23-07-1997 | Кубок УЄФА, 1-й кв. раунд  | Латвія             | «Даугава», Рига                  | «Даугава»       | 3:1     | Кобзар, Чуйченко, Антюхін    |
| 02                           | 30-07-1997 | Кубок УЄФА, 1-й кв. раунд  | Україна            | «Ворскла», Полтава               | «Даугава»       | 2:1     | Чуйченко, Антюхін            |
| 03                           | 12-08-1997 | Кубок УЄФА, 2-й кв. раунд  | Бельгія            | «Констант Ванден Сток», Брюссель | «Андерлехт»     | 0:2     |                              |
| 04                           | 26-08-1997 | Кубок УЄФА, 2-й кв. раунд  | Україна            | «Ворскла», Полтава               | «Андерлехт»     | 0:2     |                              |
| Тренер — Анатолій Коньков    |            |                            |                    |                                  |                 |         |                              |
| 05                           | 10-08-2000 | Кубок УЄФА, Кв. раунд      | Україна            | «Ворскла», Полтава               | «Работнічкі»    | 2:0     | Кобзар, Мелащенко            |
| Тренер — Сергій Морозов      |            |                            |                    |                                  |                 |         |                              |
| 06                           | 24-08-2000 | Кубок УЄФА, Кв. раунд      | Північна Македонія | «Філіпп II Македонський», Скоп'є | «Работнічкі»    | 2:0     | Мелащенко, Кобзар            |
| 07                           | 14-09-2000 | Кубок УЄФА, 1/64 фіналу    | Україна            | «Ворскла», Полтава               | «Боавішта»      | 1:2     | Мелащенко                    |
| 08                           | 28-09-2000 | Кубок УЄФА, 1/64 фіналу    | Португалія         | «Беса Секулу XXI», Порту         | «Боавішта»      | 1:2     | Онопко                       |
| Тренер — Микола Павлов       |            |                            |                    |                                  |                 |         |                              |
| 09                           | 20-08-2009 | Ліга Європи, Плей-оф       | Португалія         | «Ештадіу да Луж», Лісабон        | «Бенфіка»       | 0:4     |                              |
| 10                           | 27-08-2009 | Ліга Європи, Плей-оф       | Україна            | «Ворскла», Полтава               | «Бенфіка»       | 2:1     | Сачко, Єсін                  |
| 11                           | 14-07-2011 | Ліга Європи, 2-й кв. раунд | Північна Ірландія  | «Овал», Белфаст                  | «Гленторан»     | 2:0     | Безус, Янузі                 |
| 12                           | 21-07-2011 | Ліга Європи, 2-й кв. раунд | Україна            | «Ворскла», Полтава               | «Гленторан»     | 3:0     | Янузі — 2, Курілов           |
| 13                           | 28-07-2011 | Ліга Європи, 3-й кв. раунд | Україна            | «Ворскла», Полтава               | «Слайго Роверз» | 0:0     |                              |
| 14                           | 04-08-2011 | Ліга Європи, 3-й кв. раунд | Ірландія           | «Шоуграндс», Слайго              | «Слайго Роверз» | 2:0     | Закарлюка, Ребенок           |
| 15                           | 18-08-2011 | Ліга Європи, Плей-оф       | Україна            | «Ворскла», Полтава               | «Динамо» Бх     | 2:1     | Кривошеєнко, Ребенок         |
| 16                           | 25-08-2011 | Ліга Європи, Плей-оф       | Румунія            | «Динамо», Бухарест               | «Динамо» Бх     | 3:2     | Янузі, Бараннік — 2          |
| 17                           | 15-09-2011 | Ліга Європи, Група         | Данія              | «Паркен», Копенгаген             | «Копенгаген»    | 0:1     |                              |
| 18                           | 29-09-2011 | Ліга Європи, Група         | Україна            | «Ворскла», Полтава               | «Ганновер 96»   | 1:2     | Курілов                      |
| 19                           | 20-10-2011 | Ліга Європи, Група         | Бельгія            | «Моріс Дюфран», Льєж             | «Стандарт»      | 0:0     |                              |
| 20                           | 03-11-2011 | Ліга Європи, Група         | Україна            | «Ворскла», Полтава               | «Стандарт»      | 1:3     | Курілов                      |
| 21                           | 30-11-2011 | Ліга Європи, Група         | Україна            | «Ворскла», Полтава               | «Копенгаген»    | 1:1     | Н'Доє (аг)                   |
| 22                           | 15-12-2011 | Ліга Європи, Група         | Німеччина          | «Ганновер Арена», Ганновер       | «Ганновер 96»   | 1:3     | Безус                        |
| Тренер — Василь Сачко        |            |                            |                    |                                  |                 |         |                              |
| 23                           | 30-07-2015 | Ліга Європи, 3-й кв. раунд | Словаччина         | «Під Дубнем», Жиліна             | «Жиліна»        | 0:2     |                              |
| 24                           | 06-08-2015 | Ліга Європи, 3-й кв. раунд | Україна            | «Ворскла», Полтава               | «Жиліна»        | 3:1     | Шиндер, Ткачук, Турсунов     |
| 25                           | 28-07-2016 | Ліга Європи, 3-й кв. раунд | Хорватія           | «Максимір», Загреб               | «Локомотива»    | 0:0     |                              |
| 26                           | 04-08-2016 | Ліга Європи, 3-й кв. раунд | Україна            | «Ворскла», Полтава               | «Локомотива»    | 2:3     | Перич (аг), Чеснаков         |
| 27                           | 20-09-2018 | Ліга Європи, Група         | Англія             | «Емірейтс», Лондон               | «Арсенал»       | 2:4     | Чеснаков, Шарпар             |